# Ehrenbreitsteiner
L'  ehrenbreitsteiner  est un cépage de cuve allemand de raisins blancs.

## Origine et répartition géographique
Le cépage est une obtention de Helmut Becker dans l'institut Institut für Rebenzüchtung und Rebenveredlung der Hessischen Forschungsanstalt für Weinbau, Gartenbau, Getränketechnologie und Landespflege à Geisenheim. L'origine génétique est vérifié et c'est un croisement des cépages ehrenfelser x reichensteiner réalisé en 1964. Le cépage est autorisé dans de nombreux Länder en Allemagne ou il ne couvre que 4 à 5 hectares.
Il est un peu cultivé en Autriche, au Canada, en Hongrie et en Italie.
Le nom est un hommage à la forteresse d'Ehrenbreitstein à Coblence

## Aptitudes culturales
La maturité est de première époque moyenne: avec le chasselas.

## Potentiel technologique
Le cépage donne des vins blanc sec et fruité similaire au vins de riesling.

## Synonymes
L'  ehrenbreitsteiner  est connu sous le nom de Gm 6414-36